# Xã Limestone, Quận Warren, Pennsylvania
Xã Limestone (tiếng Anh: Limestone Township) là một xã thuộc quận Warren, tiểu bang Pennsylvania, Hoa Kỳ. Năm 2010, dân số của xã này là 403 người.